# Шај Макбрајд
Кенет „Шај” Макбрајд (енгл. Kenneth "Chi" McBride; Чикаго, Илиноис, 23. септембра 1961) амерички је филмски, позоришни и телевизијски глумац.
Од 2013. до 2020. играо је улогу капетана Лу Гровера у серији Хаваји 5-0. Глумио је и у филмовима као што су Ко се боји духа још?, Гангстер, Минут за бег, Силом партнери, Терминал, Ја, робот и другим.